# 31861 Darleshimizu
31861 Darleshimizu este o planetă minoră (asteroid) din centura de asteroizi. A fost descoperită pe 10 martie 2000 la Experimental Test Site⁠(d) de Lincoln Near-Earth Asteroid Research. 
Obiectul prezintă o orbită caracterizată de o semiaxă mare de 2,4018037 UAi, o excentricitate de 0,15, o înclinație de 1,65878 ° în raport cu ecliptica.